# SMS Habsburg (1865)
SMS Habsburg – drugi z okrętów pancernych typu Erzherzog Ferdinand Max zbudowanych dla Österreiche Marine. Położenie stępki pod okręt odbyło się w czerwcu 1863 roku w stoczni Stabilimento Tecnico Triestino. Okręt został zwodowany w czerwcu 1865 roku i ukończony w czerwcu 1866 roku, w momencie wybuchu wojny prusko-austriackiej. Pierwotnie okręty miały być wyposażone w działa gwintowane sprowadzone z Prus, lecz z powodu wojny musiano je zastąpić szesnastoma gładkolufowymi działami 48-funtowymi.
„Habsburg” wziął udział w bitwie pod Lissą w lipcu 1866 roku, lecz jego rola w bitwie była niewielka. W 1870 roku został użyty w pokazie siły, mającym na celu powstrzymanie Włochów przed aneksją Rzymu, którego opiekun, Francja, zajęty był wojną francusko-pruską, lecz Włosi zajęli miasto mimo to. Został przezbrojony w nowsze działa w 1874 i ponownie 1882 roku. Wycofany z pierwszoliniowej służby w 1886 roku, do 1898 roku służył jako okręt strażniczy i koszarowy w porcie w Puli, kiedy to został skreślony z rejestru floty i sprzedany na złom.

## Konstrukcja
SMS „Habsburg” miał 79,97 m długości między pionami i 83,75 m długości całkowitej. Jego szerokość wynosiła 15,96 m, a średnie zanurzenie 7,14 m. Wypierał 5130 ton. Załoga składała się z 511 oficerów i marynarzy. Napęd składał się z pojedynczej poziomej 2-cylindrowej maszyny parowej pojedynczego rozprężania, zbudowanej w stoczni Stabilimento Tecnico w Fiume. Maszyna napędzała pojedynczą śrubę. Nie przetrwały żadne dane o liczbie ani typie opalanych węglem kotłów parowych. Układ napędowy miał moc 2925 KM, co pozwalało na rozwinięcie prędkości 12,54 węzła.
„Habsburg” był pancernikiem bateryjnym i był uzbrojony w 16 ładowanych odprzodowo 48-funtowych armat. Okręt przenosił również kilka dział mniejszego kalibru, w tym cztery armaty 8-funtowe i dwie 3-funtowe. Burty były drewniane i chronione przez pas kutego żelaza, który miał grubość 123 mm na śródokręciu i 87 mm na dziobie i rufie.

## Służba
Stępka pod „Habsburga” została położona w czerwcu 1863 roku w stoczni Stabilimento Tecnico Triestino w Trieście. Okręt został zwodowany 24 czerwca 1865 roku. Wybuch wojny prusko-austriackiej w czerwcu 1866 roku zmusił stocznię do zakończenia prac wykończeniowych możliwie jak najszybciej. Również ze względu na wojnę nie zostały dostarczone ciężkie działa zamówione u Kruppa. Zamiast nich okręt został wyposażony w stare gładkolufowe armaty. Wilhelm von Tegetthoff został awansowany do stopnia kontradmirała, objął dowodzenie całą austriacką flotą i od razu zarządził mobilizację. Gdy okręty były już w pełni obsadzone, rozpoczęły się ćwiczenia w Fasanie. 27 czerwca Tegetthoff zabrał flotę w pobliże Ankony, by sprowokować Włochów do wyjścia w morze, ale włoski dowódca, admirał Carlo di Persano nie zdecydował się podjąć walki. Tegetthoff ponowił próbę 6 lipca, ale włoska flota ponownie pozostała w porcie.

### Bitwa pod Lissą

Szyk eskadr przed bitwą. Pełnym kolorem oznaczono okręty pancerne.

16 lipca Persano wyprowadził swoją flotę z Ankony i skierował się w stronę wyspy Lissa, do której dotarł dwa dni później. Razem z główną flotą złożoną z 12 okrętów pancernych, pod wyspę przybyły również transportowce z zaokrętowanymi 3000 żołnierzami. Następne dwa dni Włosi spędzili bombardując austriackie pozycje i nieskutecznie próbując wysadzić desant. Między 17 a 19 lipca Tegetthoff otrzymał kilka telegramów informujących o włoskim ataku, lecz na początku uważał je za fałszywe, wierząc, że miały one za zadanie wyciągnięcie austriackiej floty z jej baz w Puli i Wenecji. Dopiero rankiem 19 lipca zrozumiał, że Lissa rzeczywiście jest włoskim celem i poprosił o pozwolenie na atak. Gdy flota Tegetthoffa przybyła w okolice Lissy 20 lipca, włoskie okręty ustawione były w szyku do kolejnej próby lądowania. Włosi podzieleni byli na trzy grupy, z których tylko dwie mogły skoncentrować się na czas, by przeciwstawić się Austriakom. Tegetthoff uformował swoje okręty pancerne w szyk klinowy, z „Habsburgiem” na prawej flance; drewniane okręty z drugiego i trzeciego dywizjonu podążyły za nimi w takich samych formacjach.
W trakcie formowania szyku swoich okrętów Persano przeniósł się ze swojego okrętu flagowego, „Re d’Italia”, na „Affondatore”. To wytworzyło wyrwę we włoskiej formacji i Tegetthoff skorzystał z okazji, by rozdzielić włoską flotę i rozpocząć walkę na bliski dystans. Tegetthoff przepłynął przez wyrwę, ale nie udało mu się staranować żadnego nieprzyjacielskiego okrętu, przez co musiał zawrócić i podjąć jeszcze jedną próbę. „Habsburg” nie był zaangażowany w wynikłą po chwili walce na bliski dystans; nie próbował taranować żadnego włoskiego okrętu, lecz prowadził zamiast tego ostrzał artyleryjski, bez większych sukcesów. W tym czasie prowadzące włoskie okręty, „Principe di Carignano” i „Castelfidardo” otworzyły ogień z dużej odległości do „Habsburga”, „Kaiser Maxa” i „Salamandra”, zadając ostatniemu nieznaczne uszkodzenia.
Bitwa zakończyła się, gdy okręt flagowy Tegetthoffa, „Erzherzog Ferdinand Max”, staranował i zatopił „Re d’Italię”, a wybuch magazynu amunicji zniszczył okręt obrony wybrzeża „Palestro”. Persano przerwał bitwę i, mimo że wciąż miał przewagę liczebną nad Austriakami, nie zdecydował się przeprowadzić kontrataku swymi zdemoralizowanymi siłami. Ponadto jego flocie kończyły się amunicja i węgiel. Włosi, a następnie Austriacy, zaczęli się wycofywać; Tegetthoff postanowił oddalić się na bezpieczny dystans, by nie ryzykować utraty swojego sukcesu. W czasie bitwy „Habsburg” wystrzelił 170 pocisków i w odpowiedzi został trafiony 38 razy, lecz nie został uszkodzony i nie poniósł żadnych strat wśród załogi. Austriacka flota skierowała się na Lissę i zacumowała w Zatoce Św. Jerzego. Tego wieczora „Habsburg”, „Prinz Eugen” i para kanonierek odbyły patrol na zewnątrz portu. Po zmroku Tegetthoff wypłynął w stronę Puli.

### Dalsza służba
Po powrocie do Puli Tegetthoff utrzymywał swoją flotę na północnym Adriatyku, gdzie prowadziła działania rozpoznawcze przeciwko możliwemu włoskiemu atakowi. Jednak włoskie okręty nigdy się nie pojawiły, a 12 sierpnia oba państwa podpisały rozejm w Cormons. To zakończyło walki i doprowadziło do traktatu wiedeńskiego w 1866 roku. Pomimo że Austriacy pokonali Włochów w bitwach pod Lissą i Custozą, sami zostali doszczętnie pobici przez Prusy pod Sadową. W rezultacie Austria, która w 1867 roku na mocy ugody austriacko-węgierskiej stała się Austro-Węgrami, zmuszona była oddać Włochom Wenecję. Każda połowa monarchii dualistycznej mogły zawetować decyzje drugiej części, przez co, ze względu na brak zainteresowania Węgrów ekspansją morską, znacząco ograniczono budżet na marynarkę wojenną. Jednym z natychmiastowych skutków wojny było rozbrojenie i wycofanie ze służby znacznej liczby austriackich okrętów.
W 1869 roku cesarz Franciszek Józef I wypłynął na pokładzie swojego jachtu „Greif” w rejs po Morzu Śródziemnym. „Habsburg”, jego siostrzany okręt „Erzherzog Ferdinand Max” oraz dwa bocznokołowce eskortowały cesarza w czasie rejsu do Port Saidu u ujścia Kanału Sueskiego. Dwa okręty pancerne pozostały na Morzu Śródziemnym, podczas gdy pozostałe statki przepłynęły przez kanał na Morze Czerwone w towarzystwie cesarzowej Eugenii na pokładzie jej własnego jachtu. Austro-węgierskie okręty ostatecznie powróciły do Triestu w grudniu. W następnym roku „Habsburg” był jedynym austriackim okrętem pancernym w czynnej służbie, jako że inne zostały rozbrojone i pozostawione w Puli. Po wybuchu wojny francusko-pruskiej, Francuzi wycofali swój garnizon z Rzymu i Włosi przymierzali się do aneksji miasta. „Habsburg”, będący jedynym aktywnym okrętem liniowym, został wysłany w sierpniu do kilku włoskich portów jako pokaz siły, mający na celu powstrzymanie Włochów przed zajęciem miasta. Okręt opuścił włoskie wody we wrześniu, mniej więcej w tym samym czasie, w którym Prusy zdecydowanie pokonały Francję w bitwie pod Sedanem. Po upadku II Cesarstwa, Franciszek Józef nie chcąc samodzielnie walczyć w obronie Rzymu, pozwolił Włochom zająć miasto.
W 1874 roku okręt został przezbrojony w czternaście ładowanych odprzodowo armat Armstronga kal. 178 mm i cztery lżejsze działa. W 1882 roku okręt został ponownie przezbrojony poprzez dodanie czterech ładowanych odtylcowo dział kal. 90 mm, dwóch odtylcowych dział kal. 70 mm, dwa szybkostrzelne działka rewolwerowe kal. 47 mm i trzy kartaczownice kal. 25 mm. „Habsburg” został wycofany ze służby w 1886 roku i służył jako okręt dozorowy i koszarowy w porcie w Puli. W tym samym roku zdemontowano działa kal. 260 mm i zastąpiono je działami kal. 240 mm. Okręt został skreślony z rejestru floty 22 października 1898 roku i został złomowany w latach 1899–1900.